# Jyder (germansk folkeslag)
 Jyder er også en betegnelse for nutidens indbyggerne i Jylland.
 Denne artikel bør gennemlæses af en person med fagkendskab for at sikre den faglige korrekthed.

Jyder var et germansk folkeslag i Jylland.

## Historie
Ligesom der findes forskellige måder at afgrænse landskabet Jylland på, findes også forskellige definitioner af folkenavnet jyde. Jyderne beboede Jylland ned til Ejderen, Trenen og Egernførde Fjord[kilde mangler]. Men efter dannelsen af Hertugdømmet Slesvig har ordet ikke altid indbefattet befolkningen syd for Kongeåen (slesvigerne eller sønderjyderne). Men den sønderjyske dialekt har dog mere til fælles med de nørrejyske dialekter end med dialekterne på øerne.[kilde mangler]

### Jyderne som medgrundlæggere af den angelsaksiske civilisation
Da jorden på den jyske halvø og syd herfor omkring år 500 var udpint og hederne bredte sig, og landet derfor ikke længere kunne brødføde så mange, udvandrede jyder sammen med anglere og saksere til Britannien, hvor de lagde grunden til den angelsaksiske civilisation.